# Gail Gilmore
Gail Gilmore (Edmonton, 4 de octubre de  1937 – Sharon (Connecticut), 2 de marzo de 2014) fue una actriz de cine y televisión y bailarina canadiense. 

## Biografía
Gail Gerber nació en Edmonton, Alberta, Canadá. En sus inicios utilizó también el nombre de Gail Gibson. En 1952, a la edad de 15 años, se convirtió en miembro de Les Grands Ballets Canadiens. En 1963, a los 26, posó con un suéter ajustado para la revista Playboy, como una de "Las chicas de Canadá". Enseñó ballet en los Berkshires de 1973 a 1995. Más tarde cambió su apellido a "Gilmore".

## Carrera como actriz
Mientras se encontraba en medio de su carrera como bailarina, Gilmore comenzó una carrera como actriz en 1964 cuando apareció en cuatro series de televisión Mr. Novak, My Three Sons, Perry Mason y Wagon Train). En el escenario, protagonizó la producción del Ivar Theatre de Under the Yum Yum Tree en Hollywood. Entre 1964 y 1965, Gilmore apareció en seis películas dejando una impresión imborrable en los fans de las películas autocine para adolescentes. Gilmore coprotagonizó dos veces con Elvis Presley, interpretando a una alumna de vacaciones en Girl Happy (1965) y a una gitana bailando en Harum Scarum (1965). Luego apareció en Las chicas en la playa (1965) y Pelota de playa y Pueblo de los gigantes (1965).
Después de terminar el rodaje de The Loved One (1965), Gilmore conoció al escritor Terry Southern. Posteriormente, la pareja dejó Hollywood en 1966 y vivieron juntos, primero en Nueva York y más tarde en Connecticut. Gilmore siguió siendo la compañera de Southern hasta su fallecimiento en 1995.

## Escritora y profesora
En 2009, publicó su propia autobiografía, Trippin' with Terry Southern: What I Think I Remember  con Tom Lisanti como coautor. Aunque el libro se centra en los treinta años que pasó con Terry Southern, se dan detalles de su infancia y carrera como actriz. Durante el declive de Southern y después de su muerte, ella permaneció en la costa este y se mantuvo a sí misma enseñando ballet. En 2010, el libro recibió la medalla de plata del premio Independent Publisher Book Award. Después de que terminó su carrera como actriz, Gilmore enseñó ballet durante 25 años.

## Muerte
El 2 de marzo de 2014, a la edad de 76 años, Gilmore, fumadora, murió en Sharon (Connecticut) debido a complicaciones provocadas por un cáncer de pulmón.